# Orechowka (Kaliningrad)
Orechowka (russisch Ореховка, deutsch Poduhren) ist ein Ort in der russischen Oblast Kaliningrad. Er gehört zur kommunalen Selbstverwaltungseinheit Stadtkreis Gurjewsk im Rajon Gurjewsk.

## Geographische Lage
Orechowka liegt 14 Kilometer nordöstlich von Kaliningrad (Königsberg) an der Kommunalstraße 27K-128, die von der aus Saosjorje (Laptau) kommenden Kommunalstraße 27K-070 abzweigt und nach Jaroslawskoje (Schönwalde) führt. Bis 1945 war Gamsau (russisch: Podgornoje) die nächste Bahnstation an der heute nicht mehr betriebenen Strecke von Königsberg (Preußen) über Possindern (russisch: Roschtschino) nach Tapiau (Gwardeisk) der Königsberger Kleinbahn.

## Geschichte
Das bis 1946 „Poduhren“ genannte einstige Gutsdorf war von 1874 bis 1945 in den damals neu errichteten Amtsbezirk Groß Legden (russisch: Dobroje) eingegliedert und gehörte somit zum Landkreis Königsberg (Preußen) (1939 bis 1945 Landkreis Samland) im Regierungsbezirk Königsberg der preußischen Provinz Ostpreußen. Im Jahre 1910 zählte der Gutsbezirk Poduhren 131 Einwohner.
Am 30. September 1928 gab Poduhren mit der Eingemeindung in die Landgemeinde Mantau (russisch: Jastrebki, heute nicht mehr existent) seine Eigenständigkeit auf.
1945 kam Poduhren mit dem nördlichen Ostpreußen zur Sowjetunion. Im Jahr 1947 erhielt der Ort die russische Bezeichnung Orechowo und wurde gleichzeitig dem Dorfsowjet Jaroslawski selski Sowet im Rajon Gurjewsk zugeordnet. Später gelangte der Ort in den Nisowski selski Sowet. Von 2008 bis 2013 gehörte Orechowo zur Landgemeinde Nisowskoje selskoje posselenije und seither zum Stadtkreis Gurjewsk.

## Kirche
Die Bevölkerung Poduhrens war bis 1945 fast ausnahmslos evangelischer Konfession. Der Ort war in das Kirchspiel der Kirche in Arnau (russisch: Rodniki) eingepfarrt und gehörte zum Kirchenkreis Königsberg-Land II in der Kirchenprovinz Ostpreußen der Kirche der Altpreußischen Union. Letzter deutscher Geistlicher war Pfarrer Arthur Brodowski.
Das heutige Orechowka liegt im Einzugsbereich der in den 1990er Jahren neu errichteten Auferstehungskirche in Kaliningrad (Königsberg), die zur Propstei Kaliningrad der Evangelisch-lutherischen Kirche Europäisches Russland (ELKER) gehört.